# مايكل بن ديفيد
مايكل بن ديفيد (مواليد 26 يوليو 1996) هو مغني إسرائيلي مثل إسرائيل في مسابقة الأغنية الأوروبية لعام 2022.

## روابط خارجية
- مايكل بن ديفيد على موقع IMDb (الإنجليزية)
- مايكل بن ديفيد على موقع ميوزك برينز (الإنجليزية)
- مايكل بن ديفيد على موقع أول ميوزيك (الإنجليزية)
- مايكل بن ديفيد على موقع ديسكوغز (الإنجليزية)